# (1089) Тама
(1089) Тама (лат. Tama) — небольшой двойной астероид главного пояса вытянутой формы, который был открыт 17 ноября 1927 года японским астрономом Окуро Оикавой в обсерватории Токио и назван в честь Тамы, реки в Японии.

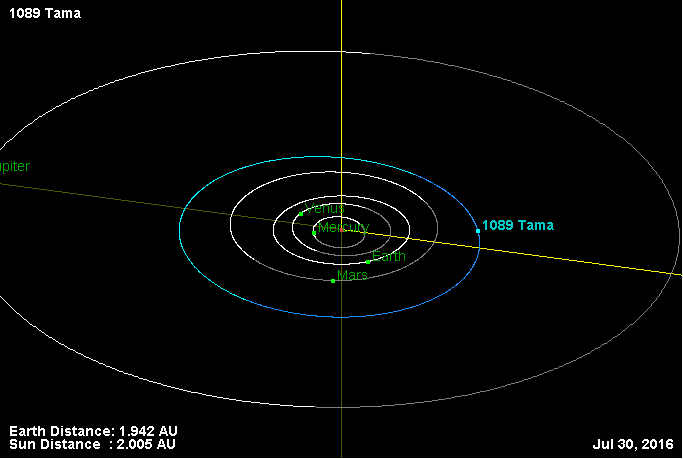
Орбита астероида Тама и его положение в Солнечной системе

В 2004 году было объявлено, что это астероид является двойным. Спутник был обнаружен на основании анализа кривой блеска, проведённый за период с 24 декабря 2003 года по 5 января 2004 года астрономами Раулем Берендом, Рене Роем, Клодин Ринер, Пьером Антонини, Петром Правецем, Аланом Харрисом, Стефано Спозетти, Russell Durkee и Alain Klotz. Спутник диаметром 9 км вращается вокруг центрального тела по орбите радиусом 20 км с периодом 0,6852 ± 0,0002 земных суток.